# Náměstí Českého ráje
Náměstí Českého ráje je hlavní náměstí v Turnově v okrese Semily v Libereckém kraji. Leží v historické části města a je součástí městské památkové zóny s řadou nemovitých kulturních památek. Náměstí změnilo ve své historii několikrát jméno od původního Rynk či Rynek po dnešní název, který je již 4. v pořadí.

## Historie
Nejstarší záznamy o domech na náměstí jsou kolem roku 1460, radnice pak pochází z roku 1526–7. V letech 1651–5 byl na severovýchodní straně náměstí postaven klášter s kostelem. Kašna v severozápadním cípu pochází z roku 1847–8.
Původně bylo náměstí označováno jako Rynk či Rynek, po roce 1918 bylo přejmenováno na počest 1. prezidenta na Masarykovo náměstí. Po roce 1948 pak neslo jméno náměstí Pracujících, aby bylo v roce 1990 přejmenováno na náměstí Českého ráje.
Čtvercový půdorys náměstí se téměř zachoval, rozměry náměstí jsou 80 m × 65–70 m. Celková plocha je cca 5 500 m2.

## Kulturní památky
- Renesanční radnice z roku 1527, přestavěná novorenesančně v roce 1894.
- Františkánský klášter s kostelem sv. Františka z Assisi z roku 1651–5
- Novorenesanční budova České spořitelny z roku 1906
- Kašna s mariánským sloupem z roku 1847–8, odstraněna v roce 1953, po roce 1989 opět postavena a znovu vysvěcena 28. října 1998

## Doprava
Náměstí slouží i pro automobilovou dopravu – po obvodu náměstí je objízdná jednosměrná komunikace, středem pak prochází frekventovaná silnice II/283, vedoucí od jihozápadu na severovýchod ulicemi Hluboká a 5. května. Z náměstí vychází dále ulice Jiráskova, Mikulášská, Skálova, Markova a Antonína Dvořáka.
Na náměstí je k dispozici cca 30 parkovacích míst, zpoplatněných pomocí parkovacího automatu.

## Fotogalerie

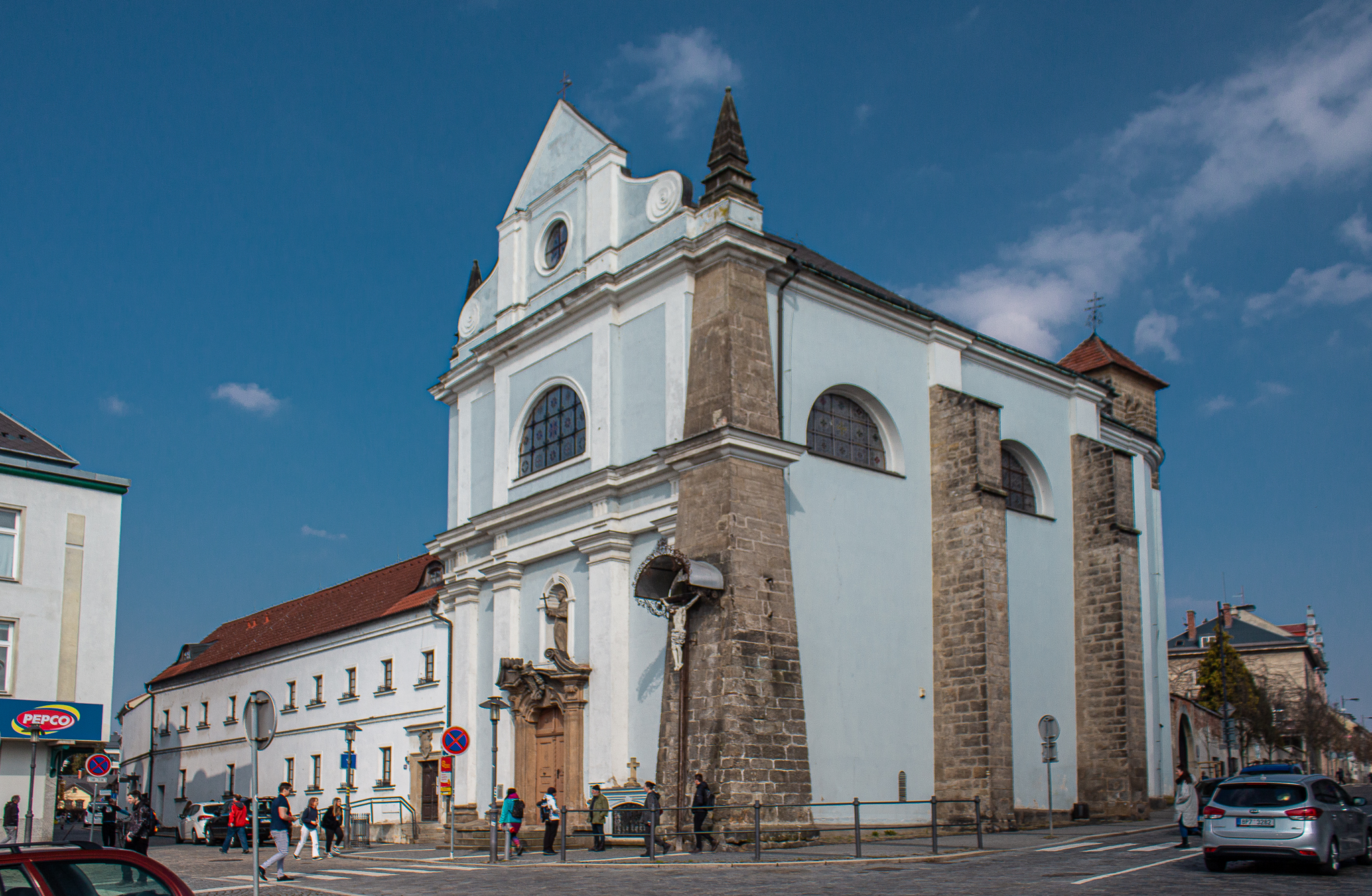
Bývalý františkánský klášter s kostelem sv. Františka
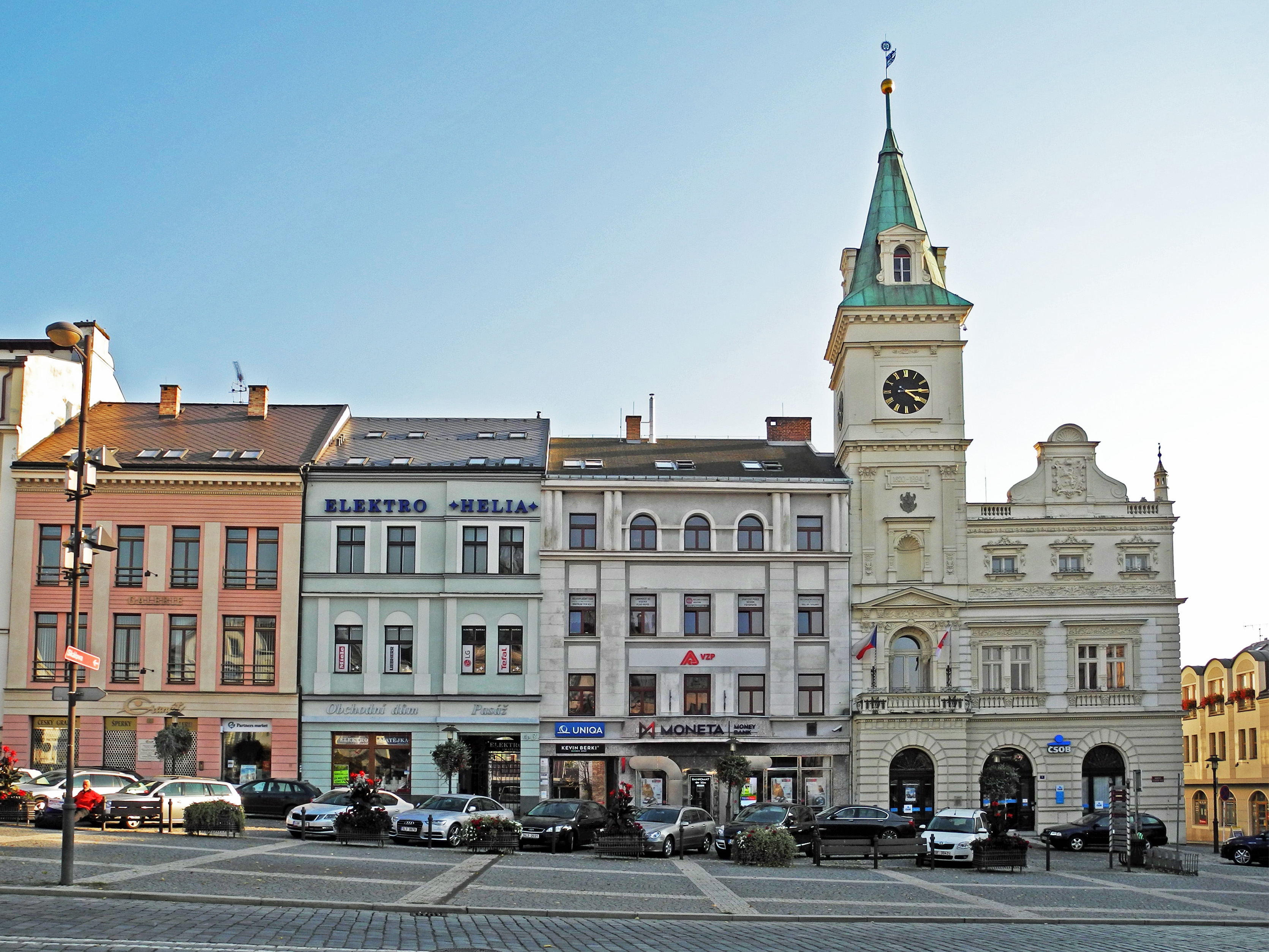
Jižní strana náměstí s radnicí
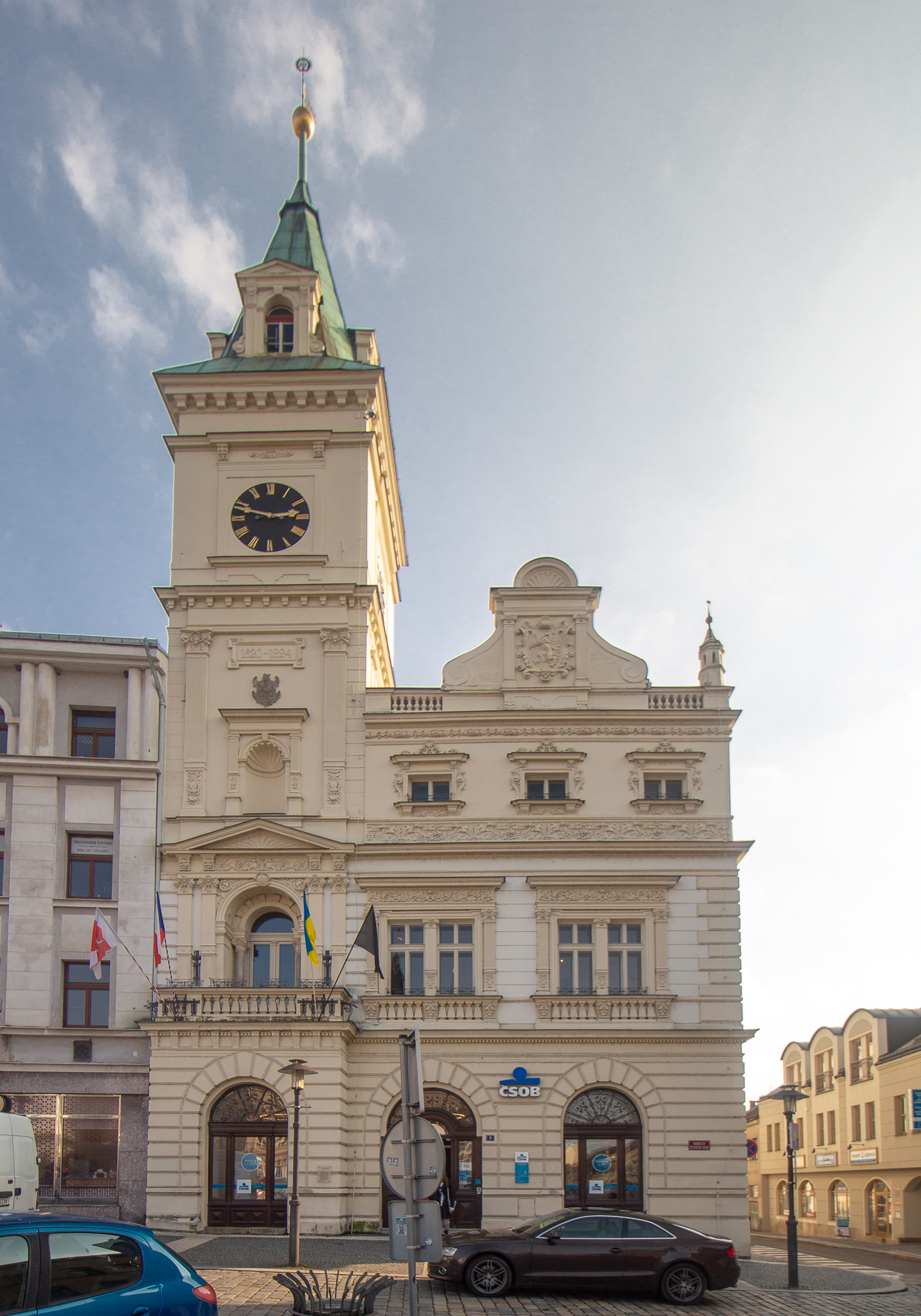
Novorenesanční radnice
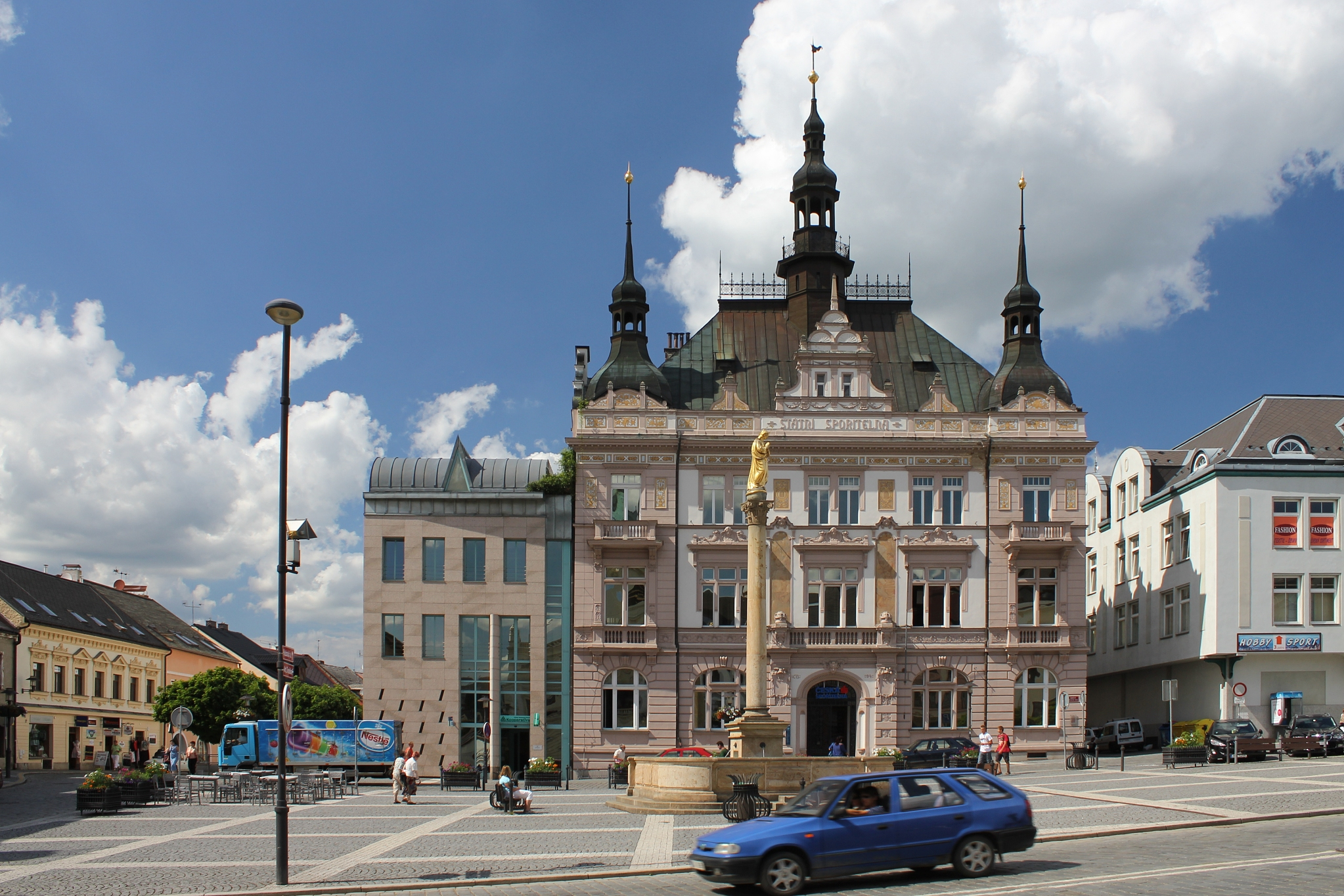
Budova spořitelny s moderní přístavbou
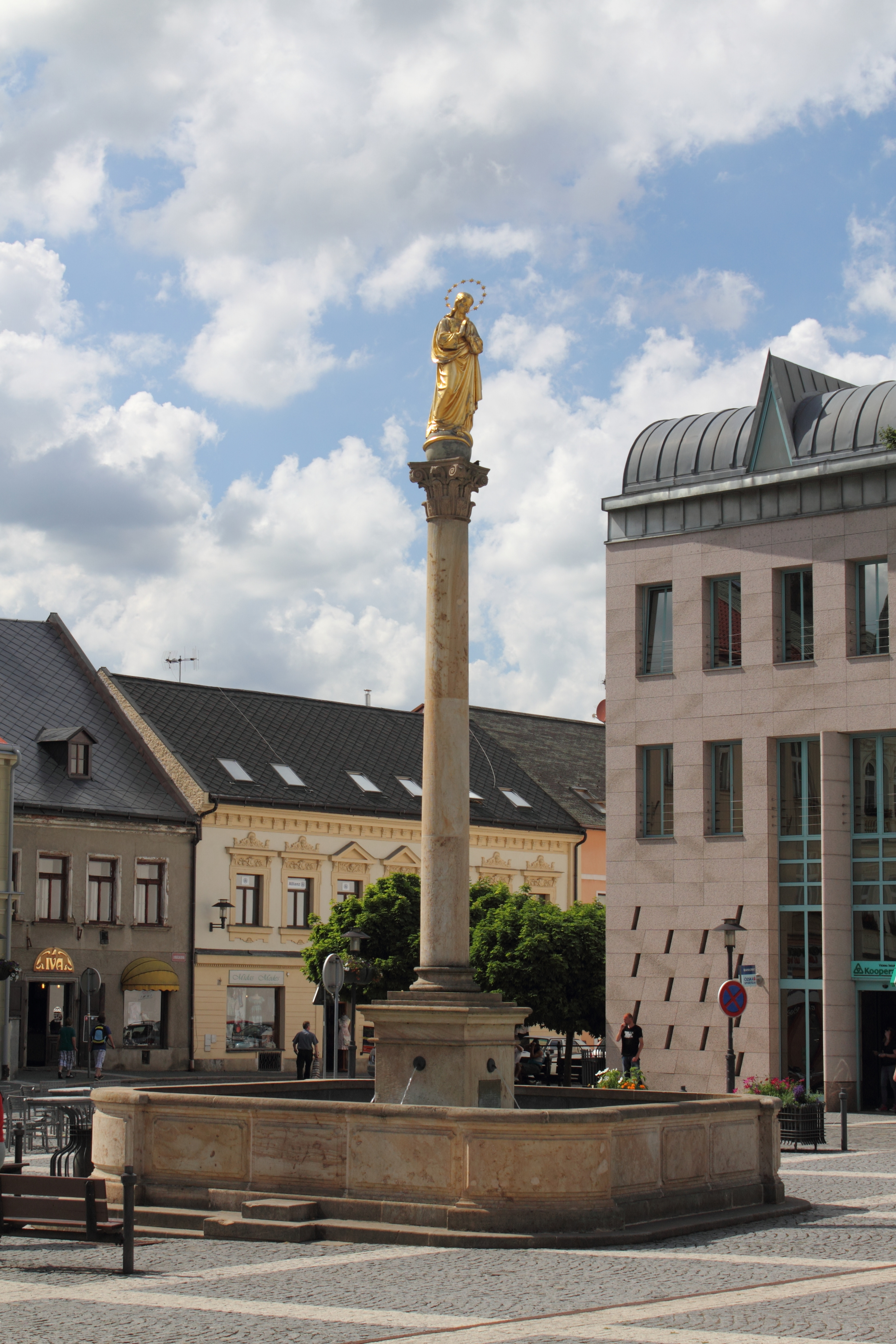
Kašna s mariánským sloupem